# Платформа клиентских данных
Платформа клиентских данных (англ. Customer data platform, CDP) — это совокупность средств программного обеспечения, с помощью которых создаётся постоянная, единая база данных о клиентах, доступная для других систем. Данные извлекаются из нескольких источников, очищаются и объединяются для создания единого профиля клиента.

## История отрасли CDP
Хотя подобные инструменты существовали и раньше, термин «Платформа клиентских данных» (Customer Data Platform) впервые использовали в 2010 году. Он предназначался для описания маркетингового программного обеспечения, способного создавать единое представление о клиенте (сбор всех данных о клиенте и связанных с ним событиях в одном файле).
Эти базы данных изначально использовались для работы другого типа программного обеспечения, например, пакета средств для автоматизации маркетинговых процессов, модуля персонализации или инструмента управления кампаниями.
В то время большинство баз данных о клиентах были специально разработаны для поддержки отдельного программного приложения поставщика. Из-за этого базы данных о клиентах не могли легко соединяться или взаимодействовать с другими уровнями технологического комплекса. Было непросто переносить данные из одного места в другое, поэтому их можно было эффективно использовать для повышения эффективности бизнеса.
Из-за этих ограничений многие поставщики приняли решение приступить к добавлению более продвинутых средств интеграции (API) к своим базам данных о клиентах и их преобразованию в то, что сейчас известно как платформы для работы с данными о клиентах (CDP).
В конечном итоге мощность базы данных, лежащей в основе этих систем, стала востребованной сама по себе. В процессе развития они превратились в полноценное программное обеспечение. Одновременно некоторые поставщики услуг управления тегами и веб-аналитики также трансформировали свои платформы в аналогичные решения, создав CDP с другим происхождением, но тем же назначением.
Эти платформы достигли успеха и к 2016 году превратились в отрасль CDP. Благодаря тому, что маркетологи осознали недостатки таких альтернативных решений, как DMP и озера данных, а также возможностям, которые могла им предложить CDP, в этой отрасли наблюдался стремительный рост.
По оценкам Института CDP, в 2022 году доход в этой отрасли составит 1,9 миллиардов долларов США, что на 19% выше по сравнению с результатом за 2021 года, который составил 1,6 миллиардов долларов.

## Возможности
Общие характеристики CDP:
- управляется специалистами по маркетингу;
- унифицированная, постоянная, единая база данных для поведенческих, профильных и других данных о клиентах из любого внутреннего или внешнего источника;
- унифицированный идентификатор, связывающий все данные клиента;
- доступность для внешних систем с возможностью поддержки потребностей маркетологов в управлении кампаниями, проведении маркетингового анализа и получении бизнес-аналитики;
- обеспечивает всестороннюю информацию о клиенте;
- группировка клиентов по сегментам аудитории;
- предоставляет пользователям возможность спрогнозировать оптимальный следующий шаг в работе с клиентом.

Кроме того, некоторыми CDP предусмотрены дополнительные функции, такие как аналитика оценки эффективности маркетинга, прогнозное моделирование и контент-маркетинг.

## Сбор данных
Основное преимущество CDP заключается в том, что она позволяет собирать данные из различных источников (как онлайн, так и офлайн, с различными форматами и структурами) и преобразовывать эти разрозненные данные в стандартизированную форму. К некоторым из типов данных, с которыми должна работать стандартная CDP, относятся:
- Пользовательские события: просмотр сети и ресурсов, действия на вебсайте или в приложении, переход по баннеру и так далее
- Данные транзакций: данные, в том числе о покупках, возвратах, данные из POS-терминала
- Атрибуты клиента: возраст, пол, день рождения, данные о первой покупке, данные сегментации, прогнозы о действиях клиента
- Данные об оценке кампании: впечатления, переходы, охват, вовлечение и так далее
- История взаимодействия между клиентом и компанией: данные о взаимодействии со службой поддержки клиентов, коэффициент лояльности клиентов (NPS), данные из чатботов, сообщения в социальной сети, стенограммы исследований, расшифровки по фокус-группам, аудио-файлы из центров обработки вызовов и так далее.

## Системы автоматизации маркетинга
CDP принципиально отличается по конструкции и функциям от систем автоматизации маркетинга, хотя в ней и предусмотрены некоторые функциональные возможности маркетинговых систем и платформ для вовлечения клиентов. Инструменты CDP предназначены для взаимодействия с другими системами. В них сохраняются сведения из других систем в отличие от инструмента вовлечения или автоматизации. Это важно при проведении анализа тенденций, для прогнозной аналитики и рекомендаций, в которых могут использоваться исторические данные.

## Сравнение CDP с DMP
CDP принципиально отличается по конструкции и функциям от систем автоматизации маркетинга, хотя в ней и предусмотрены некоторые функциональные возможности маркетинговых систем и платформ для вовлечения клиентов. CDP собирают данные в привязке к физическому лицу, которое поддаётся идентификации.

## CXDP
CXDP (англ. Customer Experience Data Platform, CDP) ― это программное обеспечение многоканальной атрибуции данных, позволяющее собирать, анализировать и использовать данные о клиентах для создания персонализированных взаимодействий, улучшения продуктов и услуг, а также для управления жизненным циклом клиента.
CXDP следующая ступень развития эволюции CDP–систем  и обладает рядом отличий, в частности несколькими элементами, основным из которых является модуль коммуникации с клиентами.
Если CDP может интегрироваться с различными системами коммуникаций, передавая данные для коммуникации и получая отклик для статистики, то CXDP использует встроенный модуль коммуникации, в котором непосредственно формируется коммуникация с клиентом в различных каналах, опираясь на события и данные из его профиля. За счёт этого CXDP способна прогнозировать клиентское поведение, объединяться с рекламными сервисами, социальными сетями, формировать рекомендации и демонстрируя их клиенту, вследствие чего возможно увеличение объёма продаж.
CXDP значительно отличается от других информационных платформ DMP, ESP, CRM, ERP .

## Сравнение CDP с CXDP
Кроме этого, у CDP и CXDP присутствуют следующие отличия:
- Разные цели. Основная цель CDP состоит в том, чтобы объединить и управлять данными о клиентах из разных источников для создания централизованной базы данных. Тем временем, основная цель CXDP — осуществлять персонализированные коммуникации и взаимодействие с клиентами на основе этих данных.
- Управление данными. CDP фокусируется на сборе, хранении и управлении данными о клиентах. Он позволяет маркетологам использовать эти данные для создания персонализированных маркетинговых кампаний. CXDP собирает данные о клиентах, связанные с их опытом взаимодействия с брендом, такие как обращения в службу поддержки и отзывы, чтобы более глубоко понять и улучшить их опыт.
- Фокус CDP, в основном, сфокусирован на маркетинговых аспектах, предоставляя маркетологам данные для создания персонализированных кампаний. CXDP сфокусирован на улучшении клиентского опыта и помогает брендам анализировать и улучшать свои продукты, услуги и процессы на основе обратной связи клиентов.